# Racing Club Bafoussam
Maillots
Le Racing Club de Bafoussam est un club de football camerounais  fondé au milieu des années 1950 à Bafoussam. Son club de supporters surnommé « Armée Cinglée » est assez réputé pour ses animations sonores et folkoriques avant, pendant et après les rencontres de l'équipe. À la suite d'un exploit dans le championnat de football national dans la décennie 1960, l'équipe reçoit le surnom de "Tout-Puissant de l'Ouest".
L'équipe nait de la fusion de deux équipes constituées de jeunes de la ville de Bafoussam et prend d'abord le nom d'Amateur de Bafoussam. Ce n'est que quelques années plus tard, que l'équipe devient Racing Amateur de Bafoussam, avant de prendre définitivement le nom de Racing Club de Bafoussam.
À ses débuts, l'équipe de Racing joue ses matchs à domicile sur le stade l'école publique Groupe 1, sur le site actuel de l'agence BEAC de la ville de Bafoussam. À la fin de la décennie 1960, le chef supérieur du groupement Bafoussam, Ngompé Tchoumtchoua Elie, ancien joueur de l'équipe, offrira à l'équipe un stade de football, qui est aujourd'hui situé dans l'enceinte du lyceée classique de Bafoussam. Quelques années plus tard, sous l'égide du même chef, l'équipe chérie de Bafoussam prendra ses quartiers dans son antre mythique de Bamendzi, un quartier de la ville de Bafoussam.
L'équipe de Bafoussam écrit ses premières aventures contemporaines, en accédant à la finale de la coupe du Cameroun de football en 1976, étant alors en deuxième division du championnat de football. Après avoir éliminé des cadors du championnat d'élite de football. Durant cette campagne, son attaquant vedette Serge Alain Tsemo et son gardien de but Kamdem Jean Joseph s'illustreront aux yeux du public. La même année, Racing entre dans les annales du football en étrillant dans le championnat provincial de deuxième division de l'Ouest du Cameroun, l'équipe de Renaissance de Bamendjou par le score fleuve de 47 buts à zéro.
Racing de Bafoussam connaît son apogée dans la décennie 1990, en remportant 4 titres de champion de Cameroun et une fois la coupe du Cameroun de football.
Racing évolue à domicile au stade municipal de Bamendzi.

## Histoire
Le club relégué en deuxième division en 2006, retrouve le championnat Elite One en 2016, après avoir reçu le titre de champion du Cameroun Elite Two en 2015.
Le club est relégué en 2e division, Elite Two au terme de la saison 2021-2022.

## Palmarès
- Championnat du Cameroun :
  - Vainqueur : 1989, 1992, 1993, 1995

- Coupe du Cameroun :
  - Vainqueur : 1996
  - Finaliste : 1976, 1988, 1991

- Championnat du Cameroun de deuxième division :
  - Vainqueur : 2015, 2021

## Joueurs des décennies 1950 et 1960[3]
- Djonkoué Kounatze Paul
- Kamga Mayaka Justin
- Fotso Samuel dit Perce-Bois
- Fambeu René dit Membre
- Tchounkep Adolphe dit Majunga
- Tatang Robert dit Petit Robert
- Ndiom London Patrice
- Lowé Joseph
- Nono dit Dragon
- Kuaté Elie dit Capinda
- Ousmanou dit Remetter (GK)
- Ngoko Adolphe dit Guépard (GK)
- Tchiemdjo Samuel (GK)
- Manga Edjo
- Degasparrin
- Moumié Liberté
- Tatchoum Augustin
- Tchomgang
- Nyam
- Tsebo Jean-Marie
- Talla dit Tcha-Tcha
- Fankou Ngnepi Jean-Paul
- Nansi Ngnepi Louis dit Nanche
- Simo Benjamin
- Djomo
- Tankeu Charles
- Mbiadjeu
- Tsimi
- Souop Gris
- Mougnol
- Etémé
- Fezeu
- Motassie Guillaume (GK)
- Wambo
- Fotsing Adolphe
- Mballa
- Nguiada Christophe
- Omgba

## Joueurs des décennies 1970  et 1980[3]
- Kamdem Jean Joseph (GK)
- Ngondiep Keptchouang Roger (GK)
- Djoko (GK)
- Mvogo dit Mvo'o (GK)
- Fezeu Marcel (GK)
- Foyang (GK)
- Poutang Moïse dit Massa Mo (GK)
- Nlend Anjuma Simon (GK)
- Fopi Etienne (GK)
- Somo Boniface
- Onana Jean-Marie
- Ndingué Richard
- Tsemo Serge Alain
- Taloh Dominique
- Tchakounang Richard
- Henry Nwosu
- Uzugura Samson

## Joueurs de la décennie 1990[3]
- David Embé
- Samuel Ekeme
- Serge Patrick Kwetche
- Geremi Njitap
- Bruno Koagne Tokam
- Mathias Chago
- Mohammadou Idrissou
- Justice Wamfor
- Bernard Tchoutang
- Olivier Djappa
- Bruno Hameni Njeukam
- Vincent Kom
- Fambeu à Ngomoe Paul Roger